# The Boyz
The Boyz war eine deutsche Boygroup. Sie wurde Ende 1996 in den Studios der Berliner Musikproduzenten Triple-M gegründet. Größter Erfolg der Band war die im Herbst 1997 veröffentlichte Single One Minute, die die Top Ten der deutschen Charts erreichte.

## Geschichte
Im Winter 1993 lernten sich Fischer und Tawil im Club Future kennen. Tawil brachte zu einem gemeinsamen Treffen Hussein mit. 1995 wurden die drei vom Triple M-Management bei einem Talentwettbewerb entdeckt. Bei diesem Talentwettbewerb trat auch der Saxophonist Di Blasi auf, der sich der Gruppe spontan anschloss. Das fünfte Mitglied fand Fischer nach eigener Aussage auf einer Berliner Modenschau in Kroll-Marongiu, der dort als Model arbeitete.
Im Frühjahr 1997 erschien mit Round & Round die erste Single der Band, die etwas erfolgreicher als die zweite Single Let Me Show You The Way war. Mit der dritten Single One Minute schaffte es die Band schließlich in die Top Ten. Den Text dazu schrieb Adel Tawil, der später Sänger des Musikprojekts Ich + Ich wurde. Im März 1999 hatte die Band einen Auftritt in der Seifenoper Marienhof.

## Bandmitglieder
- Florian Fischer (* 13. Oktober 1974)
- Adel Tawil (* 15. August 1978 in Berlin)
- Tarek Hussein (* 3. Juli 1978 in Berlin)
- Salvatore Di Blasi (* 27. Oktober 1980)
- Stephane Claudio Kroll-Marongiu (* 8. März 1979)

## Diskografie

### Alben
| Jahr | Titel                    | Höchstplatzierung, Gesamtwochen, AuszeichnungChartsChartplatzierungen (Jahr, Titel, Platzierungen, Wochen, Auszeichnungen, Anmerkungen) | Anmerkungen                             |
| Jahr | Titel                    | DE | Anmerkungen                             |
| ---- | ------------------------ | --- | --------------------------------------- |
| 1997 | Boyz in da House         | DE63 (7 Wo.)DE | Erstveröffentlichung: 10. November 1997 |
| 1998 | Next Level               | — | Erstveröffentlichung: 30. November 1998 |
| 1999 | All the Best and Goodbye | — | Erstveröffentlichung: 29. November 1999 |

### Singles
| Jahr | Titel Album                              | Höchstplatzierung, Gesamtwochen, AuszeichnungChartplatzierungen (Jahr, Titel, Album, Platzierungen, Wochen, Auszeichnungen, Anmerkungen) | Höchstplatzierung, Gesamtwochen, AuszeichnungChartplatzierungen (Jahr, Titel, Album, Platzierungen, Wochen, Auszeichnungen, Anmerkungen) | Anmerkungen                             |
| Jahr | Titel Album                              | DE | CH | Anmerkungen                             |
| ---- | ---------------------------------------- | --- | --- | --------------------------------------- |
| 1997 | Round & Round Boyz in da House           | DE27 (14 Wo.)DE | CH19 (4 Wo.)CH | Erstveröffentlichung: 27. März 1997     |
| 1997 | Let Me Show You the Way Boyz in da House | DE44 (4 Wo.)DE | — | Erstveröffentlichung: 5. September 1997 |
| 1997 | One Minute Boyz in da House              | DE9 Gold · (20 Wo.)DE | CH8 (12 Wo.)CH | Erstveröffentlichung: 10. November 1997 |
| 1998 | Shame Next Level                         | DE28 (7 Wo.)DE | CH24 (5 Wo.)CH | Erstveröffentlichung: 6. April 1998     |
| 1998 | I Like Next Level                        | DE37 (6 Wo.)DE | — | Erstveröffentlichung: 7. September 1998 |
| 1998 | God Bless Next Level                     | DE80 (3 Wo.)DE | — | Erstveröffentlichung: 14. Dezember 1998 |
| 1999 | Memories Next Level                      | DE35 (9 Wo.)DE | CH18 (4 Wo.)CH | Erstveröffentlichung: 6. April 1999     |